# 奥斯特拉韦泰雷
奥斯特拉韦泰雷（義大利語：Ostra Vetere），是意大利安科纳省的一个市镇。总面积29.86平方公里，人口3517人，人口密度117.8人/平方公里（2009年）。ISTAT代码为042036。